# Ljubišnja
Ljubišnja je pohoří na hranicích Bosny a Hercegoviny a Černé Hory, mezi bosenským městem Foča a černohorským městem Pljevlja. Je součástí Dinárských hor. Na jihu je ohraničena kaňonem řeky Tara, na západě údolím řeky Drina, na severu údolím řeky Čeotina. Nejvyšším vrcholem Ljubišnje je hora Dernjačišta (2238 m), díky tomu je pohoří třetí nejvyšší v Bosně a Hercegovině (po Maglići a Volujaku).